# Dmitri Jomiakov
Dmitri Olégovich Jomiakov –en ruso, Дмитрий Олегович Хомяков– (31 de mayo de 1992) es un deportista ruso que compitió en halterofilia. Ganó una medalla de oro en el Campeonato Europeo de Halterofilia de 2013, en la categoría de 77 kg.

## Palmarés internacional
| Campeonato Europeo | Campeonato Europeo | Campeonato Europeo | Campeonato Europeo |
| Año                | Lugar              | Medalla            | Categoría          |
| ------------------ | ------------------ | ------------------ | ------------------ |
| 2013               | Tirana (Albania)   | Medalla de oro     | 77 kg              |